# Wallace de Souza
Wallace Leandro de Souza est un joueur brésilien de volley-ball né le 26 juin 1987 à São Paulo (État de São Paulo). Il mesure 1,98 m et joue attaquant. Il totalise 52 sélections en équipe du Brésil.

## Clubs
| Club                 | De        | À         |
| -------------------- | --------- | --------- |
| Banespa Campinas     |           | 2007-2008 |
| Grêmio Araçatuba     | 2008-2009 | 2008-2009 |
| Sada Cruzeiro        | 2009-2010 | 2015-2016 |
| Vôlei Natal          | 2016-2017 | 2017-2018 |
| Sesc Rio de Janeiro  | 2018-2019 | 2019-2020 |
| Maliye Milli Piyango | 2020-2021 | 2020-2021 |
| Sada Cruzeiro        | 2021-2022 | ...       |

## Palmarès

### Club et équipe nationale
- Jeux olympiques
  - Vainqueur : 2016
  - Finaliste : 2012
- Ligue mondiale
  - Finaliste : 2013
- World Grand Champions Cup (1)
  - Vainqueur : 2013
- Jeux panaméricains (1)
  - Vainqueur : 2011
- Championnat d'Amérique du Sud (1)
  - Vainqueur : 2013
- Championnat du monde des clubs (1)
  - Vainqueur : 2013
  - Finaliste : 2012
- Championnat Sud-américain des clubs (2)
  - Vainqueur : 2012, 2014
- Championnat du Brésil (1)
  - Vainqueur : 2012
  - Finaliste : 2011, 2013

### Distinctions individuelles
- Meilleur joueur du Championnat du monde des clubs 2013
- Meilleur attaquant des Championnats du monde des clubs 2012 et 2013
- Meilleur attaquant des Jeux panaméricains 2011
- Meilleur attaquant des Superliga 2011-2012
- Meilleur marqueur des Superliga 2008-2009 et 2009-2010